# Hallands Nyheter
Hallands Nyheter, ofta förkortat HN, är en svensk dagstidning, grundad 1905 av Artur Lagerihn och ägd av Stampen AB. Den kommer ut sex dagar i veckan och har en upplaga på 22 100 exemplar. Dess ledarsida är centerpartistisk.
Samira Othman är chefredaktör samt ansvarig utgivare. Dess huvudsakliga spridningsområde är Falkenbergs och Varbergs kommuner, och i sin region har den en räckvidd på 59%. Tidningen har redaktioner i Falkenberg och Varberg. Hallands Nyheter finns även på webben samt ges ut som taltidning för synskadade.

## Historia
Tidningen hette ursprungligen Falkenbergs-Posten och var ett annonsblad. Boktryckaren Artur Lagerihn började att ge ut tidningen 2 oktober 1905. Han hade tidigare gett ut tre provnummer med början 13 september samma år. Redan efter några nummer övergick annonsblad till att bli en vanlig tidning med tre nummer per vecka (måndag, onsdag och fredag). Tidningen hade fyra sidor. Den distribuerades med post på landsbygden, i staden gick det att antingen hämta tidningen vid vissa utlämningsställen eller att mot en extra kostnad få den hemburen. Tidningen hade en frisinnad/liberal prägel till skillnad från den konservativa huvudkonkurrenten Falkenbergs Tidning.
Den 18 december 1905 sköt Nils Bierke till kapital och blev delägare i tidningen. Han blev även chefredaktör för tidningen i två omgångar fram till 1909. De första åren var tidningens ekonomi mycket svag och 1907 bildades ett aktiebolag. Flera av affärsmännen kom att köpa in sig och bli styrelseledamöter. Artur Lagerihn blev under 1908 sjuk och Gustav Adolf Janson (vanligen skrivet Gustav Ad. Janson) övertog utgivningsbeviset. Nils Bierke kom att lämna tidningen. Tidningen övergick till nystavning 4 januari 1909.
1909 fick tidningen akuta ekonomiska problem, under våren gav ägarna ut preferensaktier, men det hjälpte inte utan senare samma år gick tidningen i konkurs. 

### Tidningen återskapas
Tre av de tidigare ägarna, A T Törngren, Julius Månsson och A Andersson återskapade tidningen under firmanamnet A. T. Törngren & Co. Det första numret kom ut 26 november 1909. Filip Pärson blev huvudredaktör och behöll den posten fram till 1927. Filip Pärsons fru, Tekla Pärson tog tillsammans Gustav Ad. Jansson över tidningen i november 1911. Anledningen till att Filip Pärson inte ingick bland de nya ägarna var att han var hindrad då att han hade varit involverad i en annan konkurs. 
Tidningen bytte 1912 utgivningsdagar till tisdag, torsdag, lördag då det fungerade bättre med postgången och var de dagar Falkenbergs Tidning kom ut. 

### Bonderörelsen blir involverad
När Jordbrukarnas Riksförbund bildades ville de ha en egen tidning i Halland. Den 28 maj 1919 höll Hallands Valkretsförbund av Jordbrukarnas Riksförbund årsmöte och beslutade att undersöka möjligheterna att skaffa sig påverkan på pressen i länet. Detta ledde till att ett bolag där personer inom den halländska bonderörelsen köpte in sig tog över tidningen med syfte att göra hela länet till dess täckningsområde. 
Tidningen bytte därför namn till Hallands Nyheter i december 1919. Fram till dess, och för övrigt ett bra tag framåt, var landsbygden i det som senare skulle bli Falkenbergs kommun tidningens huvudsakliga täckningsområde, medan Falkenbergs Tidning var starkast i staden. På grund av detta kallades tidningen bland annat för "Bonna-blaet". Några år senare tog Bondeförbundet över ägandet av tidningen. Förutom ett ekonomiskt tillskott innebar ägarbytet att tidningen kunde dra nytta av bonderörelsen och dess kontakter för att få in nyheter. 
Ekonomin fortsatte att vara dålig under de följande åren och satsningen på att bli en länstidning gav inte resultat. Tidningen hade 1926 en upplaga på 2 000 exemplar. Detta ledde att Bondeförbundet sålde tidningen till VDn, Gustaf Adolf Janson, som nu återigen blev ägare. Han blev året efter även chefredaktör. Mot att tidningen fortsatte att ha deras prägel lovade bonderörelsen att fortsätta stödja tidningen genom annonsering, prenumerationer etc. 
Företagets ekonomi kom samma år att förbättras då den kom att trycka Halländska Lantmannatidningen, en facktidning för den halländska bonderörelsen som kom ut varannan vecka och på 1940-talet hade en upplaga på 20 000 exemplar. En ytterligare förstärkning skedde 1930 då tryckeriet även fick uppdraget att trycka SLU-bladet, som gavs ut av Bondeförbundets ungdomsförbund, Svenska Landsbygdens Ungdomsförbund.

### Tidningen etablerar sig i Varberg och ökar utgivningstakten
Från och med 12 augusti 1930 kom tidningen att tryckas med en ny press, som ersatte den som använts sedan starten. 1931 började tidningen komma ut på måndagar och hade därmed fyra nummer per vecka. Den ökade utgivningstakten var orsakad av att Falkenbergs Tidning, som fortfarande var större, hade övergått till fyradagarsutgivning året innan.  
Samma år startade tidningen en lokalredaktion i Varberg och efter en trög start kom denna att växa till sig. Det skedde mycket tack vare de kontakter som chefen för lokalreaktionen, Axel E Blixt, hade med bonderörelsen. Det var också påtryckningar från den lokala bonderörelsen som gjorde att tidningen etablerade sig i Varberg. 
Både bonderörelsen och Hallands Nyheter hade fått erbjudande om att köpa en av tidningarna i Varberg, Norra Hallands Tidning Vestkusten. De kom dock inte att nappa erbjudandena. Alla var dock inte nöjda med den nya etableringen och fram till 1937 hade köpmannaföreningen i Varberg annonsblockad mot tidningen. Axel E Blixts goda kontakter gjorde att tidningen växte, framförallt på Varbergs landsbygd. Från 1970-talet och framåt har tidningen varit den helt dominerande i Varberg.
Tidningen började komma ut varje dag 1939 och blev en dagstidning 28 november 1941 efter att den tidigare kommit ut vid middagstid. Det senare orsakades av att Falkenbergs Tidning dagen innan meddelat att de skulle komma ut dagligen i fortsättningen, vilket tidningen blixtsnabbt replikerade på. Tidningens upplaga ökade, 1939 var medelupplagan 7 295 exemplar och sex år senare var den 10 825 exemplar.
Tidningen kom 1943 att åter köpa en ny tryckpress, den gamla såldes till Laholms tidning. Tryckpressen köptes från en firma i Stockholm, men kom ursprungligen ifrån tidningen Bergens Aftenblad i det nazistockuperade Norge. Det senare ledde till omfattande kritik från flera andra tidningar, bland annat Göteborgs Handels- och Sjöfartstidning, Göteborgsposten och Falkenbergs Tidning. Ungefär vid samma tid kom ett omfattande samarbete med Laholms tidning att etableras. Detta ledde bland annat att mycket av det material i Hallands Nyheter som inte hade lokal prägel även kom att ingå i Laholms tidning.
Under åren kring kriget och början av efterkrigstiden försvann en efter en tidningens lokala konkurrenter i Falkenberg och Varberg. Tidningarna Norra Hallands Tidning Vestkusten och Varbergs Posten i Varberg, kom liksom Falkenbergs Tidning att ingå i den konservativa tidningen Hallands Dagblad som gick i graven 1959. Då tidningen växte och fick nya grupper av prenumeranter minskade dess politiska prägel.

### Tekniska nyheter slår igenom

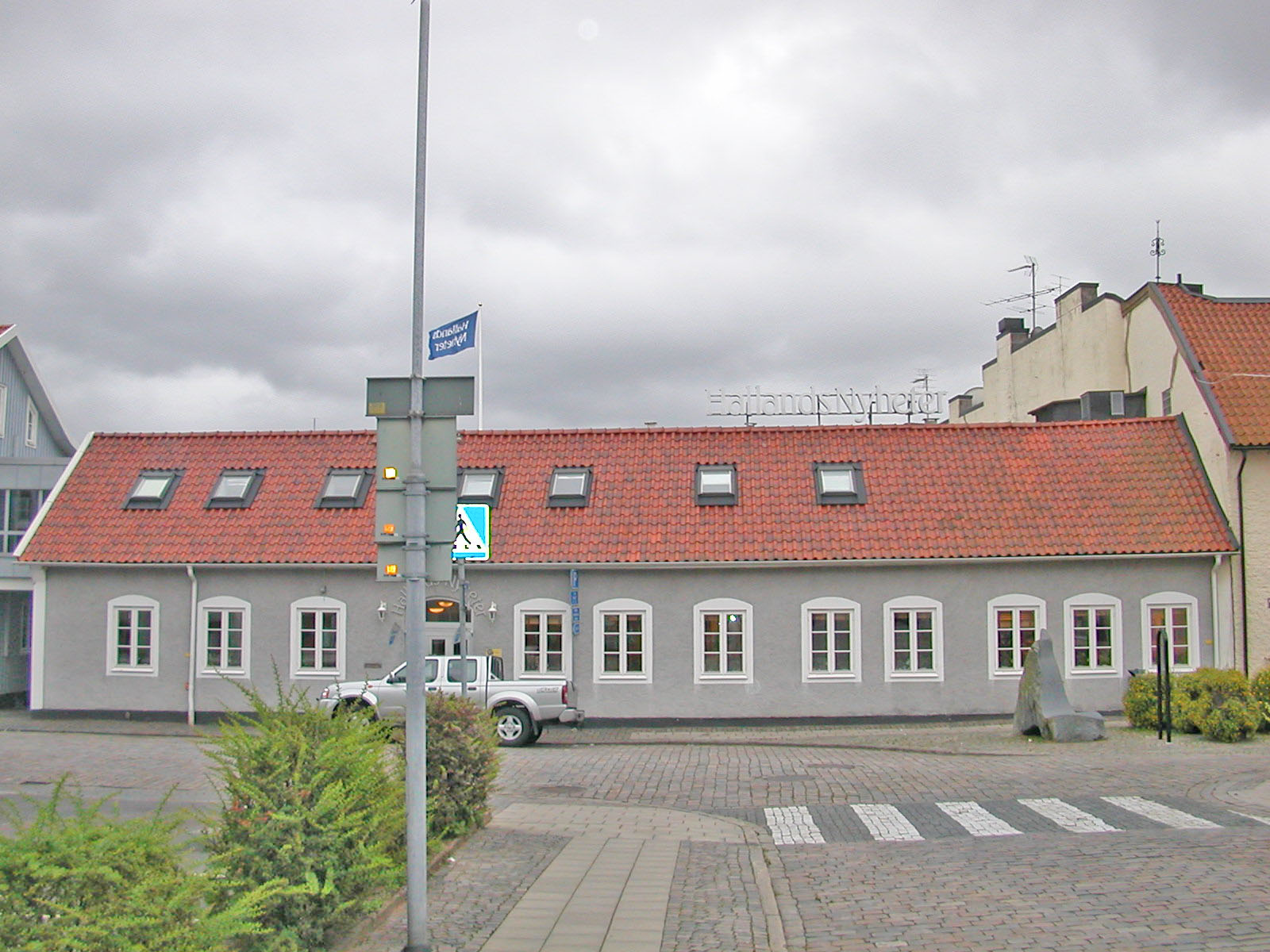
Hallands Nyheters tidigare huvudredaktion i Falkenberg (flyttade från 2015).

Tidningen köpte 1954 en klichémaskin. Det gjorde att de kunde trycka avsevärt fler bilder och 1956 fick tidningen sin första heltidsanställda fotograf. Det senare året köpte de även telesättningsmaskiner. 1964 köpte tidningen en ny tryckpress, denna gången från den danska tidningen Næstved Tidende. Tryckpressen kom i bruk 1966. Samma år köpte tidningen en ny sättmaskin. 
Tidningen blev omvandlad till aktiebolag 1958. Gustav Ad. Janson fortsatte som majoritetsägare, medan hans fru och barn kom att äga övriga aktier. När Gustav dog 1963 blev hans son Gustav Janson verkställande direktör och Thure Mattsson chefredaktör. 
Mellan 1962 och 1966 hade tidningen en lokalredaktion i Getinge. Samma år som den stängde öppnade Hallands Nyheter i gengäld lokalredaktioner i Kungsbacka och 1965 hade tidningen skaffat sig redaktion i Halmstad. Mellan 1980 och 1989 hade tidningen åter en lokalredaktion i Getinge.           
Under slutet av 1960-talet och 1970-talet gick tidningens ekonomi nedåt. Gustav Ad. Jansons barn fortsatte att driva tidningen till 1975 då Centertidningar AB köpte en majoritetspost i tidningen.  Arvid Johansson tog över som chefredaktör 1977 och 1981 blev Sture Lagerberg VD, efter att Sune Dahnberg varit tagit över Gustav Janssons död 1980. 
1977 övergick tidning till fotosättning och direktlitotryck. 1981 köpte tidningen en ny tryckpress. Samtidigt övergick tidningen till berlinerformat. De hade tidigare förhandlat med Hallandsposten om gemensamt tryck, men de förhandlingarna gav inget resultat. 
Från starten hade Hallands Nyheter och dess föregångare Falkenbergs Posten haft reklam på framsidan, men det slutade tidningen med 1982. Samma år flyttade tidningens redaktion i Varberg till nya lokaler och en ny lokalredaktion bildades i Fegen. 1982 var det också åter dags för en ny tryckpress, vilket medförde en betydande ombyggnad av lokalen i Falkenberg. I samband med detta gjordes lokalen i ordning för datorisering, vilket skedde under de följande åren. Slutligen var 1982 också det år då tidningen började dela ut sitt kulturstipendie.  
1986 tog tidningen över ett annat tryckeriföretag i Falkenberg, ABC-tryck. Från 1987 har tidningen tryckt ett sommarnummer, Halläningen med mycket reklam som delats ut gratis i stor upplaga. Sedan 1988 trycker tidningens tryckeri även Laholms tidning. 1989 hade tidningen för första gången en upplaga på över 30 000 exemplar. 1990 ändrade framsidan utseende.
Centertidningar, och därmed Hallands Nyheter, såldes 2005 till Stampen, som numera är majoritetsägare av tidningen genom Mediabolaget Västkusten AB. Den 27 februari 2007 bytte tidningen format till tabloid och började tryckas i Halmstad. Sedan våren 2008 och fram till 2014 var Hallands Nyheter och Hallandsposten de båda tidningstitlar i Mediabolaget Halland AB. Därefter bildades Stampen Lokala Medier med Hallands Nyheter, Hallansposten, TTELA, Bohusläningen, Strömstads Tidning och Göteborgs-Posten. 
| Från       | Till       | Namn                  | Not |  |
| ---------- | ---------- | --------------------- | --- |  |
| 1919-11-27 | 1927-04-19 | Edvard Filip Pärson   | |  |
| 1927-04-20 | 1963-02-05 | Gustaf Adolf Janson   | |  |
| 1963-02-06 | 1980-04-17 | Gösta Janson          | |  |
| 1980-04-18 | 1989-06-30 | Arvid Evert Johansson | |  |
| 1989-07-01 | 2000-03-31 | Doris Gunnarsson      | |  |
| 2000-04-01 | 2002-02-02 | Bengt Christensen     | |  |
| 2002-02-04 | 2007-11-30 | Kristian Alm          | |  |
| 2007-12-01 | 2009-05-05 | AnnaKarin Lith        | |  |
| 2009-05-05 | 2013-10-31 | Anders Svensson       | |  |
| 2013-11-01 | 2015-09-30 | Malin Henrikson       | Datum för tillträde gäller ansvarig utgivare, tillträdet skedde i allmänheten några dagar tidigare för chefredaktörsposten (vars innehavare annars alltid har varit samma som den ansvarige utgivaren) |  |
| 2015-10-01 |            | Viveka Hedbjörk       | |  |
| 2021-03-15 | 2024-09-30 | Ulf Niklasson         | |  |
| 2024-10-01 | 2025-01-31 | Herman Nikolic (tf)   | |  |
| 2025-02-03 |            | Samira Othman         | |  |